# Waimauku
Waimauku est une petite localité de la région Auckland située dans l’Île du Nord en Nouvelle-Zélande.

## Situation
Elle est localisée dans le Western Ward du district de Rodney.
La ville de Waimauku est approximativement à 4 kilomètres à l’ouest de celle de Huapai sur le trajet de la route State Highway 16/S H 16 (en), à la jonction avec la route de Muriwai Beach.
La ville d'Helensville est à16 km vers le nord-ouest , . 

## Toponymie
Waimauku est un mot de la langue Māori, qui peut être transcrit littéralement en wai: ruisseau mauku: variétés de petites fougères .

## Activités économiques
Autrefois la localité était une zone de fermes et de cultures des fruits autour de Waimauku, maintenant caractérisée par un grand nombre de caves vinicoles et une augmentation de la population suburbaine dans des maisons de campagne (en).

## Transports
Le conseil régional d’Auckland (en) annonça en 2007, que les services ferroviaires pourraient être étendus vers Helensville sur une période triennale, commençant en juillet 2008 .
Ce service pourrait inclure un arrêt à Waimauku.
Une nouvelle plate-forme pour la station fut construite à Waimauku et le service commença à fonctionner le 14 juillet 2008 .
Ce service a depuis cessé et la plate-forme est actuellement inutilisée.

## Éducation

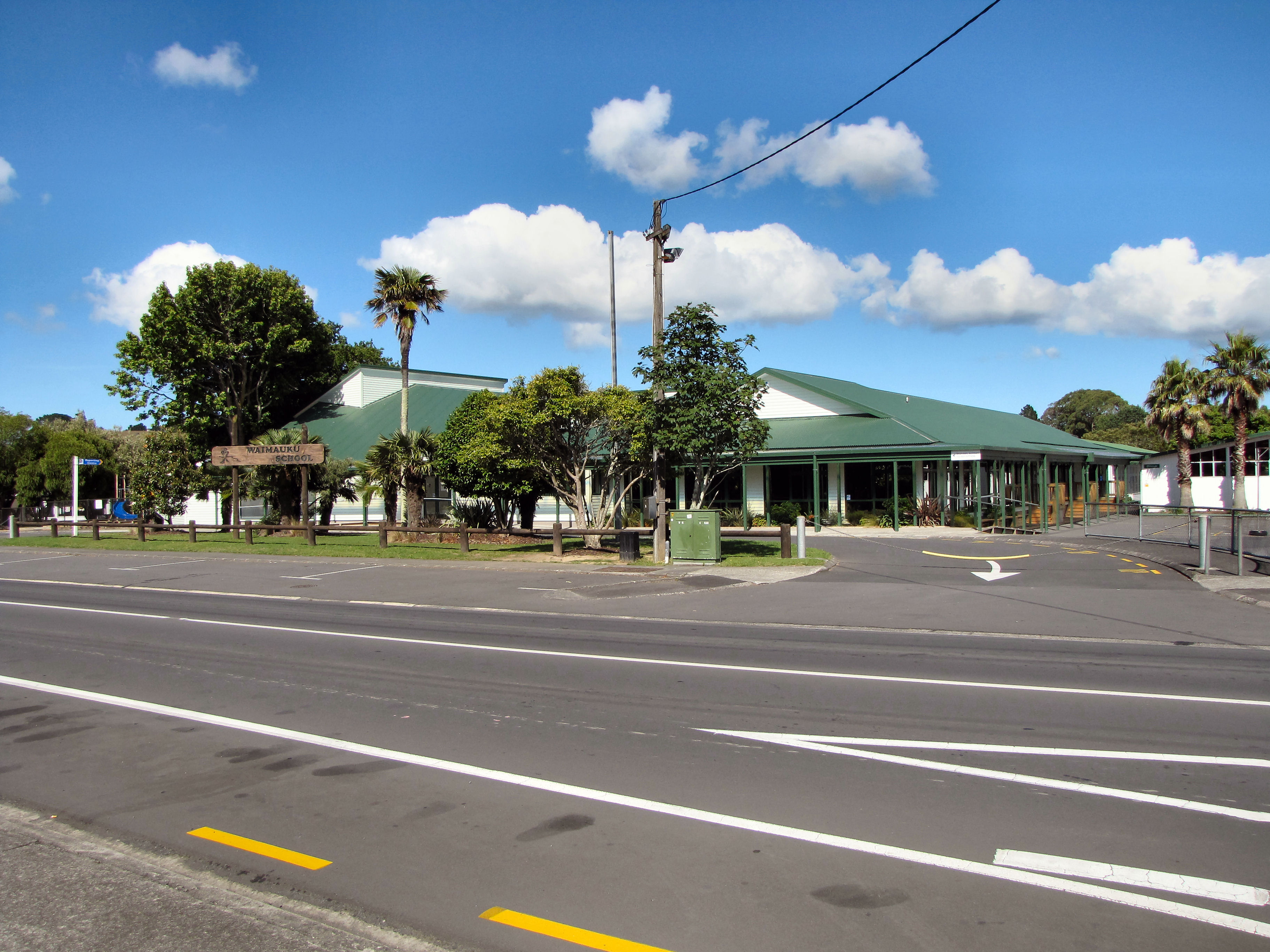
L’école de Waimauku

- L’école de Waimauku est une école primaire, mixte, allant de l'année 1 à 8, avec un taux de décile de 10 et un effectif de 680  élèves [7].
- L’école secondaire locale est le collège de Kaipara (en).